# Thaanumella angulosa
Thaanumella angulosa es una especie de molusco gasterópodo de la familia Assimineidae en el orden de los Mesogastropoda.

## Distribución geográfica
Es endémica de Micronesia. 